# 2022年世界水泳選手権ベナン選手団
2022年世界水泳選手権ベナン選手団は、2022年6月18日から7月3日までハンガリーのブダペストで開催された第19回世界水泳選手権のベナン選手団、およびその競技結果。

## 選手団
- 人員: 選手 2人

## 選手名簿・結果
| 選手             | 種目           | 予選      | 予選 | 準決勝   | 準決勝   | 決勝     | 決勝     |
| 選手             | 種目           | 結果      | 順位 | 結果     | 順位     | 結果     | 順位     |
| ---------------- | -------------- | --------- | ---- | -------- | -------- | -------- | -------- |
| マーク・ダンス   | 男子50m自由形  | 25秒13    | 71位 | 予選敗退 | 予選敗退 | 予選敗退 | 予選敗退 |
| マーク・ダンス   | 男子100m自由形 | 54秒87    | 83位 | 予選敗退 | 予選敗退 | 予選敗退 | 予選敗退 |
| ナフィーサ・ラジ | 女子50m自由形  | 29秒38    | 68位 | 予選敗退 | 予選敗退 | 予選敗退 | 予選敗退 |
| ナフィーサ・ラジ | 女子100m自由形 | 1分07秒06 | 57位 | 予選敗退 | 予選敗退 | 予選敗退 | 予選敗退 |